# Luftlandepioniere
Luftlandepioniere sind luftlandefähige Kräfte der Pioniertruppe. Im deutschen Heer sind mit den Luftlandepionierkompanien 260 in Saarlouis und 270 in Seedorf zurzeit zwei Kompanien aufgestellt. Beide sind auf Grund ihrer Ausrüstung in der Lage, direkte Pionierunterstützung für Luftlandeeinheiten zu leisten.

## Gliederung
Die beiden Luftlandepionierkompanien gliedern sich gemäß STAN wie folgt:
- Kompanieführungsgruppe
- Zelle Military Engineering
- Kompanietrupp
- Technische Gruppe
- Versorgungsgruppe
- Luftlandepionierzug I mit Erweiterter Grundbefähigung
- Luftlandepionierzug II
- Kampfmittelabwehrzug/leicht
- Luftlandepioniermaschinenzug

## Ausrüstung
Die Luftlandepioniere verfügen unter anderem über folgendes Gerät:
Brückengerät
Festbrücke kurz
Pioniermaschinen
Mehrzweck-Erdarbeitsmaschine AS6M lvl (optional mit MSA) mit diversen Anbauteilen
Mehrzweck-Erdarbeitsmaschine MAUS
Leichte Übersetzmittel
Schlauchboot 8–10 Mann
Schlauchboot 2–3 Mann
Transportfahrzeuge
LKW 0,9 to gl Wolf FU-2,
ESK MUNGO,
LKW 2 to als Rüstsatzträger,
LKW 5 to MAN als Transportfahrzeug,
LKW 7 to glw 3SK und Pritsche,
versch. Anhänger zum Transportieren der Groß- und Kleingeräte
Waffenträger Wiesel II als Pioniererkundungsfahrzeug, gepanzert
Sonstiges
PionierGerätesatz I, II und III mit diversen Arbeitsgeräten (Stromerzeuger, Motorsägen etc.)
Einheitszelt Typ II

## Uniform
Bei der Bundeswehr tragen die Luftlandepioniere aufgrund ihrer Unterstellung unter die Division Schnelle Kräfte das Barett der Fallschirmjäger mit dem stürzenden Adler.

## Luftlandepionierkompanie 260
Die Luftlandepionierkompanie 260 ist in Saarlouis stationiert und seit dem 1. April 2015 der Luftlandebrigade 1 unterstellt.

### Auftrag
Die Luftlandepionierkompanie 260 ist teilbeweglich, lufttransportfähig (Airbus A400M und Transall C-160) und mit Teilen luftverladbar bzw. luftverlastbar (Mittlerer Transporthubschrauber CH-53). Sie unterstützt die Spezialisierten Kräfte im Gefecht der verbundenen Waffen/Einsatz der verbundenen Kräfte unmittelbar und unterstützt mit Teilen die Spezialkräfte. Sie wird dabei zur Pionierunterstützung von speziellen Operationen sowie Operationen des gesamten Aufgabenspektrums eingesetzt, insbesondere bei:
- Friedensmissionen zum aktiven Schutz eigener Truppe und Einrichtungen
- Evakuierungsoperationen und Operationen zur bewaffneten Rückführung
- schnellen Anfangs- und Abschlussoperationen, sowie bei
- Operationen in der Tiefe

Die Luftlandepionierkompanie 260:
- bildet mit ihren Kräften die Zelle Pioniere im Gefechtsstand der Luftlandebrigade oder des zu unterstützenden Gefechtsverbandes
- führt Pioniererkundung und Aufklärung von Sperren durch
- berät in allen Fragen der Kampfmittelabwehr
- klärt auf, sucht und räumt Kampfmittel, einschließlich Sprengfallen und andere Vorrichtungen und Sprengvorbereitungen des Gegners
- markiert Sperren und gefährdete Räume
- öffnet oder räumt Sperren und führt Sprengungen durch,
- unterstützt beim Überwinden von Hindernissen, wie schmalen Gewässern oder Einschnitten
- unterstützt land- und wasserbewegliche Patrouillen durch den Einsatz von leichten Übergangsmitteln, Luftkissenfahrzeugen sowie durch die Eingliederung von Pionierkräften
- führt begrenzte Baumaßnahmen wie Feldbefestigungen und feldmäßige Unterkünfte zum Erhöhen der Überlebensfähigkeit sowie zum Schaffen der Einsatzvoraussetzungen und zum Verbessern der Einsatzbedingungen der eigenen Truppe durch
- erkundet, richtet Behelfslandebahnen und -plätze her und hält diese instand
- baut Feldbefestigungen und härtet feldmäßige Unterkünfte zum Erhöhen der Überlebensfähigkeit,
- baut, setzt instand, betreibt und schützt Anlagen und Einrichtungen der Truppe wie Gefechtsstände und logistische Einrichtungen
- baut, setzt Straßen und Brücken instand und unterhält diese zur Aufrechterhaltung der Operationsfreiheit in begrenztem Umfang
- bildet aus und nimmt alle Aufgaben wahr, die der Einheit für die Teilnahme an Einsätzen im Frieden im Rahmen des gesamten Einsatzspektrums des Heeres übertragen werden
- hemmt Bewegungen des Gegners durch Anlegen von Sperren und Durchführen von Lähmungen

### Geschichte
Mit Ausnahme des Kompaniechefs stammte das Kaderpersonal aus der ehemaligen Luftlandepionierkompanie 9 München. Bei gleichzeitiger Verlegung nach Kempten (Allgäu) mit Wirkung vom 1. April 1959 wurde diese Kompanie aufgelöst und daraus der Kader für die neuen Fallschirmpionierkompanien 250 und 260 sowie der des Luftlandepionierbataillon 9 gebildet. Hierzu hatte die Luftlandepionierkompanie 9 zwei „Pakete“ Personal für die Fallschirmpionierkompanien zu bilden und diese der 1. Luftlandedivision zu melden. Die Division entschied, welches dieser „Pakete“ für welche Kompanie herangezogen wurde.
Ausbildungsschwerpunkte sind zunächst die Infanteriegefechtsausbildung und Kampf der verbundenen Waffen, Gefechtsschießen, Häuserkampf, Sprengen, Minenkampf, Sperren anlegen und räumen, Kriegsmäßiges Übersetzen mit Sturm- und Schlauchbooten sowie bis 1997 die Ausbildung von Soldaten für den Einsatz im ehemaligen Jugoslawien.
Am 1. April 1959 wurde die Kompanie im Standort Kempten in der Prinz-Franz-Kaserne gemäß Fü H II 1(8) als Fallschirmpionierkompanie 260 in der F-Stärke: 3/27/84/114 aufgestellt. Zwischen Weihnachten und Neujahr 1960 verlegte die Kompanie im Kfz-Marsch nach Mannheim in die noch nicht bezugsfertige Lüttichkaserne.
Am 1. Februar 1963 verlegten das Luftlandepionierbataillon 9 und Luftlandepionierkompanie 260 von Bruchsal nach Speyer in Kasernen-Neubau in Speyer-Nord. Am 1. Mai 1966 erhielt die Kaserne in Speyer den Namen Kurpfalzkaserne. Am 1. Februar 1963 erfolgte der Einmarsch in die Kaserne in Reihenfolge Luftlandepionierbataillon 9, Fallschirmartilleriebataillon 265, Fallschirmpionierkompanie 260. Der Kommandeur des Luftlandepionierbataillon 9 wurde erster Standortältester der Garnison.
Am 1. Oktober 1971 wurde die Fallschirmpionierkompanie 260 in Luftlandepionierkompanie 260 umgegliedert und umbenannt. 1972 verlegte die Kompanie nach Saarlouis. Am 1. April 1982 (Heeresstruktur 4) wurde die Kompanie als Kader für das neu aufgestellte Fallschirmjägerbataillon 263 herangezogen, aufgelöst und im April Koblenz aus einem Pionierzug des schweren Pionierbataillons 310 neu aufgestellt, dem III. Korps sowie dem Pionierbataillon 310 unterstellt und nur zu Gefechtsübungen der Luftlandebrigade 26 zugeordnet.
Am 1. April 1990 wurde die Kompanie wieder selbständige Einheit. Sie wurde am 9. April 1990 der Luftlandebrigade 26 unterstellt. 1992 wurde der AMF-Zug aus dem schweren Pionierbataillon 310 in die Kompanie eingegliedert. Im Dezember 1994 wurde die Kompanie aus Koblenz „zurück“ in das alte Kompaniegebäude der Graf-Werder-Kaserne in Saarlouis verlegt. Mit Tagesbefehl vom 18. Juli 1998 Heeresführungskommando – unter Befehlshaber Generalleutnant Drews – wurde die Kompanie von dem AMF-Auftrag entbunden und ihr besonderer Dank und Anerkennung für die stets sichere und zuverlässige Auftragserfüllung ausgesprochen. Am 21. März 2002 meldete sich die Kompanie in Saarlouis bei strömendem Regen mit Wirkung vom 30. September 2002 nach 43 Jahren und 6 Monaten aus dem Deutschen Heer ab und wurde am 30. Juni 2002 im Zuge der Neustrukturierung der Bundeswehr aufgelöst.
Am 2. April 2004 wurde die Luftlandepionierkompanie 260 erneut in Dienst gestellt.

## Luftlandepionierkompanie 270

### Wappen
Drei symbolische Elemente sind im Wappen enthalten. Der Fallschirm symbolisiert die Zugehörigkeit zur Fallschirmjägertruppe und die Pionierbrücke steht für die Zugehörigkeit und Verbundenheit zur Pioniertruppe. Die Hintergrundfarbe Blau stilisiert zum einen das Element Wasser, mit dem die Pioniere tagtäglich zu tun haben, zum anderen stellt der blaue Hintergrund aus Sicht der Fallschirmjäger den Himmel dar.

### Auftrag
Die Luftlandepionierkompanie 270 (LLPiKp 270) unterstützt die Einsatzverbände mit unmittelbarer Pionier-Unterstützung in Einsätzen zur Konfliktverhütung und Krisenbewältigung, sowie Landesverteidigung und Bündnisverteidigung im Rahmen vernetzter, streitkräftegemeinsamer und multinationaler Operationen verbundener Kräfte im gesamten Intensitätsspektrum. Die Kompanie wird vorrangig zur unmittelbaren Pionierunterstützung von besonderen Landoperationen insbesondere bei Luftbeweglichen, Rettungs- und Evakuierungsoperationen gegen irreguläre und verdeckt kämpfende Kräfte, Operationen im urbanen Umfeld und Operationen in der Tiefe, sowie bei schnellen Anfangs- und Abschlussoperationen eingesetzt. Die Luftlandepionierkompanie ist vollbeweglich und mit Teilen luftverladbar bzw. luftverlastbar.
Die LLPiKp 270 ist für folgende Aufträge aufgestellt:
1. Landes- und Bündnisverteidigung
2. schnelle Anfangs- und Abschlussoperationen
3. militärische Evakuierungsoperationen
4. Katastrophenschutz im Rahmen von Amtshilfe

### Geschichte
Die LLPiKp 270 hat eine geschichtliche Besonderheit, die es so oft in der Geschichte des deutschen Heeres nicht gibt. Der Weg der Luftlandepionierkompanie führte von der Ruhr (1973 Aufstellung in Iserlohn), über die Weser (1982 Minden) und die Hunte (1992 Wildeshausen, dort Zusammenschluss mit der Panzerpionierkompanie 310), bis an die Oste im Landkreis Rotenburg-Wümme.
Die Wurzeln der LLPiKp 270 liegen im Jahre 1958, als in Doldendorf das Pionierbataillon 1 aufgestellt wurde, welches später, nach einer Verlegung nach Minden, zum Pionierbataillon 110 wurde. 1973 wurde in Iserlohn zum ersten Mal die LLPiKp 270, zugehörig zur Luftlandebrigade 27, aufgestellt. Allerdings wurde die Kompanie bereits neun Jahre später im Jahre 1982 wieder aufgelöst, um mit der 3. Kompanie des Pionierbataillon 110 neu aufgestellt zu werden. Dabei lieferte die LLPiKp 270 aus Iserlohn das luftlandespezifische Material und die 3. Kompanie brachte die Masse des Personals mit. Die 2. Kompanie des Pionierbataillon 1, welche nach dem Umzug nach Minden zu der 3./110 wurde, war nun die Kompanie, aus der dann im Jahre 1982 die LLPiKp 270 hervorging.
Mit der Umgliederung 1993 in die Heeresstruktur 5 zog die Kompanie nach Wildeshausen ins Oldenburger Land, um fortan die Luftlandebrigade 31 in pionierspezifischen Fragen zu unterstützen. 1994 fusionierte die 1. Luftlandedivision mit der 4. Panzergrenadierdivision (PzGrenDiv) zum Kommando Luftbewegliche Kräfte / 4. Division. Viele Einheiten der 4. PzGrenDiv, wie die Panzergrenadierbrigade 31 (PzGrenBrig 31), wurden ganz, in Teilen aufgelöst, oder in andere Verbände umgegliedert. Die selbständige Pionierkompanie 310 der PzGrenBrig 31 wurde im März 1993 zusammen mit der Luftlandebrigade 27 aufgelöst und in die neue Luftlandebrigade 31 umgegliedert. Nach Auflösung der Brigade und der Neuaufstellung der LLBrig 31 übernahm die LLPiKp 270 den Auftrag der Pionierkompanie 310, dabei wurden Teile der PzPiKp in die LLPiKp 270 eingegliedert.
Am 1. April 2001 wurde die 4. Division zur Division Spezielle Operationen (DSO) umgegliedert. Die neue Struktur hatte große Auswirkungen auf die LLPiKp 270. Mit der Umgliederung zur Divisionseinheit, diesmal nicht mit einem Umzug verbunden, unterstand die Kompanie nun direkt der DSO. Aufgrund der räumlichen Trennung nach Regensburg wurde die Kompanie allerdings truppendienstlich durch die LLBrig 31 geführt. Die neue Struktur beinhaltete auch die Auflösung der LLPiKp 260 in Saarlouis im Jahre 2002. Dies führte dazu, dass die LLPiKp 270 als einzige Kompanie dieser Art in der Bundeswehr nun Pionierunterstützung für die Division leistete. Mit der Umgliederung zur Divisionseinheit änderte sich für die Kompanie aber nicht nur das Unterstellungsverhältnis. Die Struktur und die Ausstattung wurden maßgeblich an den neuen Auftrag (siehe aktuellen Auftrag LLPiKp 270) angepasst. Die Kompanie verfügte mit einem „schweren“ Pioniermaschinenzug über vier anstatt vorher drei Luftlandepionierzüge. Jeder dieser Züge hatte dabei eigene Kampfmittelräumtrupps (KmpfMAbwTrp) sowie zusätzliches Pioniergerät, welche es dem Zugführer ermöglichten die Fallschirmjägerkräfte und Spezialkräfte besser und vielseitiger als bisher zu unterstützen. Die Kompanie war seither in der Lage mit zwei Unterstützungszellen beiden Luftlandebrigaden der DSO beratend zur Seite stehen. Neben modernsten Waffen, wie dem G22 und Laserzielgeräten für das G36, stehen der Kompanie seitdem auch die Transportfahrzeuge MUNGO und der Pioniererkundungswiesel II zur Verfügung.
Die LLPiKp 270 war damit gerüstet für die Unterstützung und Beratung in allen infrage kommenden Einsatzoptionen beider Luftlandebrigaden der DSO. In Wildeshausen war man gespannt, ob und wie lange man die einzige LLPiKp der Bundeswehr und der Division bliebe. Die Kompanie war sich der Verantwortung bewusst, die automatisch mit einer derart exponierten Stellung sowohl in der „eigenen“ Pioniertruppe, aber auch in der DSO einhergeht. Erfreulicherweise wurde am 2. April 2004 die Luftlandepionierkompanie 260 in Saarlouis erneut in Dienst gestellt.
Mit der Standortentscheidung aus dem Jahr 2004, den der damalige Bundesminister der Verteidigung Dr. Peter Struck beschloss, wurde die LLPiKp 270 an ihren heutigen Standort Seedorf, Fallschirmjäger-Kaserne, verlegt. Der Bundeswehrstandort Wildeshausen wurde geschlossen. Im Februar 2007 war die Verlegung der Kompanie abgeschlossen.
Anfang 2014 wurde die DSO zu der Division Schnelle Kräfte (DSK) umgegliedert. Zudem wurde die Luftlandebrigade 1 am 1. April 2015 durch die Umgliederung der LLBrig 26 und der Eingliederung von Teilen der LLBrig 31, aufgestellt. Dieser neuaufgestellten Brigade, mit Sitz des Stabes in Saarlouis, sind seitdem alle luftlandefähigen Truppenteile aus Niedersachsen, Rheinland-Pfalz und dem Saarland unterstellt, weswegen sich das Unterstellungsverhältnis der LLPiKp 270 ein weiteres Mal ändert.
Seit 1997 hat sich die LLPiKp 270 in vielen Übungen und Einsätzen bewährt (siehe folgende Abschnitte). Dies begann auf dem Balkan als Teil der Stabilization Force (SFOR) im Jahre 1997 und setzte sich in den Jahren fort. Im Zeitraum von 2007 bis 2013 war die Kompanie im Trupprahmen oder geschlossen als Kompanie in Afghanistan eingesetzt. Von Kabul über Mazsar-e-Sharif und Kunduz bis Feyzabad bewährte sich die Kp mit ihren vielen Spezialisten und Fachleuten. Während des International Security Assistance Force (ISAF) Einsatzes wurden fortlaufend Erfahrungen gesammelt und Verfahrensabläufe verbessert.
Diese Erfahrungen flossen dann in die Folgeeinsätze im Jahr 2018. Der Kampfmittelabwehrzug (leicht) der LLPiKp 270 stellte für das 7. und 8. Einsatzkontingent All Sources Information Fusion Unit U (ASIFU) unmittelbare Kampfmittelunterstützung bei allen Operationen der deutschen Kräfte im Einsatzraum Gao Mali. Zudem bildeten die Offiziere der Kompanieführung bei European Union Training Mission (EUTM) in Koulikoro/Mali malische Kräfte aus. Weitere Offiziere der Kompanieführung leisteten während des 10. Deutschen Einsatzkontingents in Erbil/Nordirak, 1. und 2. Einsatzkontingents Counter Daesh/Capacity Building in Erbil/Irak Ausbildungsunterstützung für irakischer und kurdischer Soldaten.